# Cục Phòng vệ thương mại (Việt Nam)
Cục Phòng vệ thương mại (tiếng Anh: Trade Remedies Authority of Vietnam, viết tắt là TRAV) là cơ quan trực thuộc Bộ Công Thương, thực hiện chức năng tham mưu, giúp Bộ trưởng Bộ Công Thương quản lý nhà nước và tổ chức thực thi pháp luật đối với lĩnh vực chống bán phá giá, chống trợ cấp và tự vệ; tổ chức, quản lý hoạt động sự nghiệp dịch vụ công thuộc lĩnh vực, phạm vi quản lý của Cục theo quy định của pháp luật và phân cấp, ủy quyền của Bộ trưởng.
Chức năng, nhiệm vụ, quyền hạn và cơ cấu tổ chức của Cục Phòng vệ thương mại được quy định tại Quyết định số 3752/QĐ-BCT ngày 2/10/2017 của Bộ trưởng Bộ Công Thương.

## Nhiệm vụ và quyền hạn
Theo Điều 2, Quyết định số 3752/QĐ-BCT ngày 2/10/2017 của Bộ trưởng Bộ Công Thương, Cục Phòng vệ thương mại có những nhiệm vụ, quyền hạn chính:
- Xây dựng và trình Bộ trưởng Bộ Công Thương ban hành hoặc đề nghị Bộ trưởng Bộ Công Thương trình cơ quan có thẩm quyền phê duyệt, ban hành các văn bản quy phạm pháp luật, đề án, chiến lược, cơ chế, chính sách về chống bán phá giá, chống trợ cấp và tự vệ.
- Thực hiện chức năng quản lý nhà nước về chống bán phá giá, chống trợ cấp và tự vệ đối với hàng hóa nhập khẩu vào Việt Nam, hàng hóa xuất khẩu của Việt Nam.
- Tham gia góp ý đối với các nội dung công việc liên quan đến lĩnh vực phòng vệ thương mại do các đơn vị trong và ngoài Cục đề nghị.
- Tổ chức, xây dựng cơ sở dữ liệu, quản lý và cung cấp thông tin cho các cơ quan nhà nước, các tổ chức cá nhân có yêu cầu theo quy định của pháp luật về áp dụng biện pháp chống bán phá giá, chống trợ cấp, tự vệ đối với hàng hóa nhập khẩu vào Việt Nam và đối với hàng hóa xuất khẩu của Việt Nam.
- Yêu cầu các tổ chức, cá nhân liên quan cung cấp thông tin, tài liệu cần thiết cho việc thực hiện các nhiệm vụ được giao; được sử dụng tư vấn trong và ngoài nước trong trường hợp cần thiết theo yêu cầu của công việc theo quy định của pháp luật.
- Một số nhiệm vụ, quyền hạn khác do Bộ trưởng phân công.

## Lãnh đạo Cục[6]
- Cục trưởng: Trịnh Anh Tuấn
- Phó Cục trưởng:

1. Chu Thắng Trung[7]
2. Trương Thùy Linh

## Cơ cấu tổ chức
(Theo Điều 3, Quyết định số 3752/QĐ-BCT ngày 2/10/2017 của Bộ trưởng Bộ Công Thương)

### Bộ máy giúp việc Cục trưởng
- Văn phòng Cục
- Phòng Pháp chế
- Phòng Điều tra bán phá giá và trợ cấp
- Phòng Điều tra thiệt hại và tự vệ
- Phòng Xử lý phòng vệ thương mại nước ngoài

### Đơn vị sự nghiệp
- Trung tâm Thông tin và Cảnh báo